# Austrotritia quadricarinata
Austrotritia quadricarinata är en kvalsterart som beskrevs av Sellnick 1959. Austrotritia quadricarinata ingår i släktet Austrotritia och familjen Oribotritiidae. Inga underarter finns listade.